# El folklore de Chile, vol. IV – La tonada presentada por Violeta Parra
El folklore de Chile, vol. IV – La tonada presentada por Violeta Parra, también conocido como La tonada presentada por Violeta Parra o simplemente La Tonada  es un álbum de la folclorista chilena Violeta Parra, parte de la serie de discos que, en vinilo, le editó la disquera EMI Odeón Chilena con el nombre de El Folklore de Chile.
Junto con el disco de cuecas, La cueca presentada por Violeta Parra, editado en el mismo 1959, La Tonada intenta familiarizar al público fonográfico chileno de la época con los ritmos tradicionales y auténticos de la zona central del campo chileno. Este disco contiene principalmente tonadas recopiladas en el mismo 1959, en la zona comprendida entre Santiago y Lautaro
El álbum cuenta con una portada diseñada por el pintor chileno Nemesio Antúnez, además de saludos en verso firmados por el mismo Antúnez, Nicanor Parra y Pablo Neruda. La foto de contraportada fue tomada por Sergio Bravo. Las notas contienen una extensa explicación respecto de la tonada en un folleto de seis páginas sin firma, aunque se supone de la autoría de Gastón Soublette, quien había escrito las notas de los discos anteriores de Violeta. Respecto del estilo de la música acá contenida, las mismas notas señalan:

En las tonadas recogidas en este disco, Violeta Parra mantiene su respeto hacia los diversos estilos de canto campesino y aldeano. Ese estilo se distribuye en los detalles a veces imponderables de la emisión de la voz: más cantado que conversado, más conversado que cantado, según sea el contenido de lo que interpreta, y hasta de acuerdo al modelo original recogido; es decir, a la manera de cantar y de tocar de la cantora que se lo enseñó. En la intención del verso y aun en el ambiente en que éstos y la música se originaron penetra la intérprete con verdadera percepción psicológica.
(Anónimo), Notas del disco

El disco contiene 15 tonadas, de las cuales sólo una ("Si te hallas arrepentido") ya había sido interpretada por Violeta en el repertorio grabado en Francia en 1956 (Chants et danses du Chili, lanzados por Le Chant du Monde).

## Lista de canciones
- Todos los temas son tonadas tradicionales del folclore chileno.
- En todos los temas interpreta Violeta Parra acompañada por su guitarra de madera.

| Lado A |                             |          |  |
| N.º    | Título                      | Duración |  |
| 1.     | «Adónde vas, jilguerillo»   | 3:57     |  |
| 2.     | «Atención, mozos solteros»  | 2:39     |  |
| 3.     | «Cuando salí de mi casa»    | 5:26     |  |
| 4.     | «Si lo que amo tiene dueño» | 3:39     |  |
| 5.     | «Cuándo habrá cómo casarse» | 2:38     |  |
| 6.     | «Un reo siendo variable»    | 3:24     |  |
| 7.     | «Si te hallas arrepentido»  | 2:19     |  |

| Lado B |                             |          |  |
| N.º    | Título                      | Duración |  |
| 1.     | «Las tres pollas negras»    | 3:52     |  |
| 2.     | «Una naranja me dieron»     | 2:48     |  |
| 3.     | «Huyendo voy de tus rabias» | 3:52     |  |
| 4.     | «El joven para casarse»     | 2:07     |  |
| 5.     | «Tan demudado te he visto»  | 3:54     |  |
| 6.     | «Yo tenía en mi jardín»     | 2:25     |  |
| 7.     | «Imposible que la luna»     | 3:44     |  |
| 8.     | «Blancaflor y Filumena»     | 4:03     |  |

## Detalles
- De acuerdo con las notas[3] del disco, las tonadas tienen los siguientes orígenes:
  - Recogidas en Quirihue (Provincia de Itata): "Si lo que amo tiene dueño", "Cuándo habrá cómo casarse", "El joven para casarse".
  - Recogidas en Lautaro (Provincia de Cautín): "Atención mozos solteros", "Las tres pollas negras".
  - Recogidas en Chillán (Provincia de Diguillín): "Huyendo voy de tus rabias", "Tan demudado te he visto".
  - Recogida en Hualqui (Provincia de Concepción): "Cuando salí de mi casa".
  - Recogida en Mulchén (Provincia de Bio Bío): "Una naranja me dieron".
  - Recogida en Concepción (Provincia de Concepción): "Yo tenía en mi jardín". Esta tonada tiene la misma melodía que "Amada prenda", que había sido grabada por Violeta en el disco El folklore de Chile, vol. II – Violeta Parra Acompañándose en Guitarra.
  - Recogida en Isla Negra (Provincia de San Antonio): "Un reo siendo variable".
  - Recogida en San Vicente de Tagua Tagua (Provincia de Colchagua): "Si te hallas arrepentido".
  - Recogida en Nilahue (Región del Libertador General Bernardo O'Higgins): "Imposible que la luna".
  - Aprendida de Violeta por su madre, Clarisa Sandoval: "Adónde vas jilguerillo".
  - "Blancaflor y Filumena" es un romance de origen español recopilado en Santiago por Julio Vicuña Cifuentes, que lo incluyó en su libro Romances populares y vulgares, Santiago, Barcelona, 1912, pp. 61-62. Violeta Parra lo aprendió en Lumaco[4]
- Otros artistas folclóricos chilenos han versionado canciones de este disco: en sus inicios, Quelentaro interpretó "Atención, mozos solteros" y "El joven para casarse", en el disco Carpa de La Reina, compilación de artistas que trabajaban con Violeta en su carpa, editada en el año 1967. Cuncumén grabó "El joven para casarse" en 1960[5] y Rolando Alarcón, "Adónde vas jilguerillo" en el mismo año.[6]

## Ediciones posteriores
Antes de la reedición de 2010, sólo algunas canciones de este álbum habían sido editados en antologías de EMI. Algunas de ellas son las siguientes:
- El Folklore y la Pasión (1994) incluye "Blancaflor y Filumena".[7]
- El box set Antología Violeta Parra (2012) incluye todos los temas del disco. Adicionalmente, se incluyen cuatro canciones que, se supone, serían tomas descartadas de las mismas sesiones de grabación: "Allá en la pampa argentina", "Entre San Juan y San Peiro", "La monona" y "Los mandamientos".[8]
- En el long play compilatorio, Violeta Parra N° 3 editado en 1977 como parte de la serie "Marfil", se incluye "El huaso Perquenco", tema que también se supone proveniente de estas sesiones[9] y que permanece inédito en CD. También en esta compilación aparece "Los mandamientos".
- En la misma serie "Marfil", el álbum Violeta Parra N° 6 editado en 1979 contiene una versión alternativa de "Si te hallas arrepentido", con un final distinto. Esta versión alternativa tampoco ha sido editada en CD. En este álbum también aparece "Entre San Juan y San Peiro".

### Reedición 2010
Con motivo de la reedición de una gran parte de la discografía de la folclorista en la compilación Obras de Violeta Parra: Musicales, Visuales y Poéticas lanzada durante 2010, este disco fue relanzado al mercado en formato CD, con idéntico repertorio, aunque con el título La Tonada, nueva carátula y nuevas notas del periodista David Ponce.